# Стар Трек: Оригиналният сериал (сезон 1)
Първият сезон на американския научнофантастичен телевизионен сериал Стар Трек, създаден от Джийн Родънбъри, е премиерно излъчен по NBC на 8 септември 1966 г. и завършва на 13 април 1967 г. Сезонът дебютира в Канада по CTV два дни преди премиерата в САЩ, на 6 септември 1966 г. Състои се от 29 епизода, което е най-големият брой епизоди в сезон за оригиналния сериал на Стар Трек. Той включва Уилям Шатнър в ролята на капитан Джеймс Т. Кърк, Ленърд Нимой като Спок и ДеФорест Кели като Ленърд Маккой.

## История на излъчване
Сезонът се излъчва в четвъртък от 20:30 ч. по NBC.

## Актьорски състав
- Уилям Шатнър – капитан Джеймс Т. Кърк, командващ USS Ентърпрайз
- Ленърд Нимой – командир Спок, научен офицер и първи офицер (т.е. втори по командване) на кораба, получовек/полувулканец
- ДеФорест Кели – лейтенант-командир д-р Ленърд "Боунс" Маккой, главният медицински офицер на кораба
- Джеймс Доуън – лейтенант-командир Монтгомъри Скот, главен инженер на Ентърпрайз и втори офицер (т.е. трети по командване)
- Нишел Никълс – лейтенант Нийота Ухура, офицер по комуникациите на кораба
- Джордж Такей – лейтенант Хикару Сулу, рулеви на кораба
- Мейджъл Барет – медицинска сестра Кристин Чапъл, главна медицинска сестра на кораба (също озвучава компютъра на кораба.)

## Епизоди
| № | #  | Заглавие                        | Режисура                    | Сценарий                 | Първо излъчване    | Първо излъчване    | Рейтинг (в милиони) |
| --- | -- | ------------------------------- | --------------------------- | ------------------------ | ------------------ | ------------------ | ------------------- |
| 1 | 1  | The Man Trap                    | Марк Даниелс                | Джордж Клейтън Джонсън   | 8 септември 1966   | 8 септември 1966   | Неизвестно          |
| Ентърпрайз посещава планетата M-113 за рутинни медицински прегледи на археологически екип съпруг и съпруга, разположени там, но жената е заменена от създание, променящо формата си, принудено да оцелее чрез извличане на сол от телата на членовете на екипажа, убивайки ги. |    |                                 |                             |                          |                    |                    |                     |
| 2 | 2  | Charlie X                       | Лоурънс Добкин              | Джийн Родънбъри          | 15 септември 1966  | 15 септември 1966  | Неизвестно          |
| Ентърпрайз качва на борда Чарли Евънс, нестабилно 17-годишно момче, което прекарва 14 години само на изоставена планета без обучение и задръжки, за да се справи със свръхчовешките си умствени способности. |    |                                 |                             |                          |                    |                    |                     |
| 3 | 3  | Where No Man Has Gone Before    | Джеймс Голдстоун            | Самюъл А. Пийпълс        | 22 септември 1966  | 22 септември 1966  | Неизвестно          |
| След като Ентърпрайз се опитва да пресече Голямата бариера в края на галактиката, членовете на екипажа Гари Мичъл и Елизабет Денер развиват „божествени“ психически сили, които заплашват екипажа. |    |                                 |                             |                          |                    |                    |                     |
| 4 | 4  | The Naked Time                  | Марк Даниълс                | Джон Д. Ф. Блек          | 29 септември 1966  | 29 септември 1966  | Неизвестно          |
| Странна, опияняваща инфекция, която намалява емоционалните задръжки на екипажа, се разпространява из Ентърпрайз. Докато лудостта се разпространява, целият кораб е застрашен. |    |                                 |                             |                          |                    |                    |                     |
| 5 | 5  | The Enemy Within                | Лео Пен                     | Ричард Матисън           | 6 октомври 1966    | 6 октомври 1966    | Неизвестно          |
| Докато се телепортират от планетата Алфа 177, инцидент с транспортера разделя капитан Кърк на две същества: едно „добро“, което е слабо и нерешително, и едно „зло“, което е прекалено агресивно и властно. |    |                                 |                             |                          |                    |                    |                     |
| 6 | 6  | Mudd's Women                    | Харви Харт                  | Джийн Родънбъри          | 13 октомври 1966   | 13 октомври 1966   | Неизвестно          |
| Ентърпрайз преследва кораб и спасява обитателите му; Хари Мъд, междузвезден измамник, транспортира три мистериозно красиви жени, за да станат съпруги на миньори на дилитий. |    |                                 |                             |                          |                    |                    |                     |
| 7 | 7  | What Are Little Girls Made Of?  | Джеймс Голдстоун            | Робърт Блох              | 20 октомври 1966   | 20 октомври 1966   | Неизвестно          |
| В търсене на годеника на сестра Кристин Чапъл, известният екзобиолог Роджър Корби, Ентърпрайз посещава ледената планета Ексо III, където Корби е открил древна машина, която му позволява да дублира всеки жив човек с андроид. Корби планира да използва машината, за да разпространява контролирани андроиди из Федерацията и заменя капитан Кърк с такъв дубликат в опит да превземе Ентърпрайз. |    |                                 |                             |                          |                    |                    |                     |
| 8 | 8  | Miri                            | Винсънт МакИйвити           | Ейдриън Спайс            | 27 октомври 1966   | 27 октомври 1966   | Неизвестно          |
| След като откриват нещо, което прилича на копие на планетата Земя, капитан Кърк и неговият екип откриват населението, засегнато от странна болест, от която само деца са оцелели. |    |                                 |                             |                          |                    |                    |                     |
| 9 | 9  | Dagger of the Mind              | Винсънт МакИйвити           | Шимон Уилсънбърг         | 3 ноември 1966     | 3 ноември 1966     | Неизвестно          |
| Докато Ентърпрайз е на мисия за снабдяване с провизии на рехабилитационна колония за луди криминално проявени, бивш лекар — сега луд — се промъква на борда на кораба. Телепортирани на планетата, Кърк и жена член на екипажа откриват, че главният лекар е използвал устройство, което унищожава човешкия ум. Спок извършва сливане на ума за първи път в този епизод. |    |                                 |                             |                          |                    |                    |                     |
| 10 | 10 | The Corbomite Maneuver          | Джоузеф Сарджент            | Джери Сол                | 10 ноември 1966    | 10 ноември 1966    | Неизвестно          |
| Ентърпрайз е заплашен от гигантски извънземен кораб, чийто командир осъжда екипажа на смърт. Извънземният кораб изглежда всемогъщ и техният командир отказва всички опити за преговори, принуждавайки Кърк да използва нетипична стратегия, за да спаси кораба. |    |                                 |                             |                          |                    |                    |                     |
| 11 | 11 | The Menagerie                   | Марк Даниълс, Робърт Бътлър | Джийн Родънбъри          | 17/24 ноември 1966 | 17/24 ноември 1966 | Неизвестно          |
| Част I: Спок отвлича Ентърпрайз, за да отведе осакатения си бивш капитан Кристофър Пайк в забранения свят на Талос IV. След това той изисква военен съд, където използва събитията от "The Cage", за да разкаже историята за пленничеството на Пайк на планетата години по-рано. Част II: След като става свидетел на умствените илюзии на талосианците, Кърк разбира, че Спок възнамерява да върне Пайк на планетата, за да живее в илюзия, необременен от осакатеното му състояние. |    |                                 |                             |                          |                    |                    |                     |
| 12 | 12 | The Conscience of the King      | Герд Освалд                 | Бари Тривърс             | 8 декември 1966    | 8 декември 1966    | Неизвестно          |
| Докато посещава стар приятел, Кърк подозира, че шекспировият актьор всъщност може да е бивш губернатор убиец на Тарсус IV, където Кърк е израснал. Кърк кани актьорската трупа на борда на Ентърпрайз да разследват, но скоро е направен опит за убийството на Кърк и друг член на екипажа, който е бил очевидец на убийствата. |    |                                 |                             |                          |                    |                    |                     |
| 13 | 13 | Balance of Terror               | Винсънт МакИйвити           | Пол Шнайдър              | 15 декември 1966   | 15 декември 1966   | Неизвестно          |
| Докато проучва поредица от унищожени аванпостове, Ентърпрайз открива самотен ромулански кораб с маскиращо устройство. Ромуланите, които никога не са били виждани от хора, става ясно, че визуално приличат на вулканците, което поставя под съмнение лоялността на Спок, докато двата кораба се оказват заключени в битка на котка и мишка в космоса. |    |                                 |                             |                          |                    |                    |                     |
| 14 | 14 | Shore Leave                     | Робърт Спар                 | Теодор Стърджън          | 29 декември 1966   | 29 декември 1966   | Неизвестно          |
| Капитан Кърк нарежда напускане на екипажа на Ентърпрайз на привидно необитаема планета в системата Омикрон Делта. Десантните групи започват да виждат странни гледки, като Белия заек от "Алиса в страната на чудесата", Дон Жуан и самурай с меч. Освен това Кърк вижда (и се бие) Финеган, съперник от дните в Академията на Звездния флот. Спок открива, че планетата изглежда черпи голямо количество енергия от двигателите на кораба, поставяйки Ентърпрайз в опасност. |    |                                 |                             |                          |                    |                    |                     |
| 15 | 15 | The Galileo Seven               | Робърт Гист                 | Оливър Крауфорд          | 5 януари 1967      | 5 януари 1967      | Неизвестно          |
| Спок и научна група са изпратени да изследват квазара Мурасаки 312 на борда на совалката Галилео. По време на проучването Галилео е принуден да направи аварийно кацане на планетата Таурус II, където екипажът се бори с опасните обитатели на планетата. Докато екипажът започва да прави ремонти, Скоти установява, че совалката няма достатъчно гориво, за да достигне орбита, превозвайки всичките седем пътника, и Спок трябва да обмисли да зареже някои от колегите си от екипажа. |    |                                 |                             |                          |                    |                    |                     |
| 16 | 16 | The Squire of Gothos            | Дон Макдъгъл                | Пол Шнайдер              | 12 януари 1967     | 12 януари 1967     | Неизвестно          |
| Ентърпрайз открива измамна планета, носеща се из космоса, обитавана от ексцентрично същество на име Трелейн, което използва своята неограничена власт над материята и формата, за да манипулира екипажа. |    |                                 |                             |                          |                    |                    |                     |
| 17 | 17 | Arena                           | Джоузеф Певни               | Фредрик Браун            | 19 януари 1967     | 19 януари 1967     | Неизвестно          |
| Ентърпрайз е атакуван от неизвестни извънземни, докато разследва почти унищожената колония Цестус III. Докато преследват извънземните в неизследвано пространство, и двата кораба са заловени от могъщите Метрони, които принуждават Кърк и извънземния капитан (по-късно идентифициран като част от расата Горн) да бъдат изпитани чрез битка; корабът на победителя ще бъде освободен, докато корабът на губещия ще бъде унищожен. |    |                                 |                             |                          |                    |                    |                     |
| 18 | 18 | Tomorrow Is Yesterday           | Майкъл O'Хърлихи            | Д. С. Фонтана            | 26 януари 1967     | 26 януари 1967     | Неизвестно          |
| След случайно пътуване назад във времето до 1969 г., Ентърпрайз спасява капитан на ВВС на САЩ Джон Кристофър от неговия боен самолет. Екипажът се бори да се върне в собственото си време, като същевременно връща и Кристофър във ВВС, премахвайки знанията му за бъдещето и всички записи за контакт с Ентърпрайз. |    |                                 |                             |                          |                    |                    |                     |
| 19 | 19 | Court Martial                   | Марк Даниълс                | Дон Манкиевич            | 2 февруари 1967    | 2 февруари 1967    | Неизвестно          |
| Капитан Кърк е изправен пред съда за небрежност, след като член на екипажа е убит по време на силна йонна буря. Кърк твърди, че действията му са били правилни и не е трябвало да доведат до смъртта на човека, но доказателствата изглеждат силни срещу него. |    |                                 |                             |                          |                    |                    |                     |
| 20 | 20 | The Return of the Archons       | Джоузеф Певни               | Джийн Родънбъри          | 9 февруари 1967    | 9 февруари 1967    | Неизвестно          |
| Ентърпрайз открива планетарно население, контролирано от могъщо същество, наречено Ландру. Докато разследват, капитан Кърк и неговият наземен екип са пленени и откриват, че екипажът на Ентърпрайз ще бъде следващият, който ще бъде „погълнат“ от контрола на Ландру. |    |                                 |                             |                          |                    |                    |                     |
| 21 | 21 | Space Seed                      | Марк Даниълс                | Кери Уилбър              | 16 февруари 1967   | 16 февруари 1967   | Неизвестно          |
| Ентърпрайз открива древен спящ космически кораб, SS Ботъни Бей, избягал от Евгеничните войни на Земята в края на 20 век. Генномодифицираните пътници, водени от военнопрестъпника Хан Нуниен Сингх, поемат контрола над Ентърпрайз и се опитват да унищожат кораба. (Този епизод служи като предистория на втория филм на Стар Трек.) |    |                                 |                             |                          |                    |                    |                     |
| 22 | 22 | A Taste of Armageddon           | Джоузеф Певни               | Робърт Хамнър            | 23 февруари 1967   | 23 февруари 1967   | Неизвестно          |
| На Еминиар VII Ентърпрайз открива цивилизация във война със своя планетарен съсед. Неспособен да различи никакви признаци на битка от орбита, капитан Кърк води наземен екип на повърхността, където открива, че цялата война се води от компютър. Въпреки че войната е симулирана, граждани, които са посочени за виртуални жертви, все още се редят пред кабините за евтаназия, за да бъдат убити наистина. След като Ентърпрайз е унищожен в симулация на атака, Кърк трябва да се бори, за да спаси екипажа си от смърт. |    |                                 |                             |                          |                    |                    |                     |
| 23 | 23 | This Side of Paradise           | Ралф Сенески                | Джери Сол, Д. С. Фонтана | 2 март 1967        | 2 март 1967        | Неизвестно          |
| Въпреки излагането на смъртоносна радиация, колонията на Федерацията на Омикрон Сети III изглежда процъфтява. Наземен отряд от Ентърпрайз разследва, установявайки, че населението в колонията е здраво, необяснимо. Лейла Каломи, стара приятелка на Спок, показва на странни цветя, които изглежда налагат състояние на чисто блаженство и перфектно здраве на всички, изложени на спорите му (дори Спок), но с цената на амбиция и самодисциплина. |    |                                 |                             |                          |                    |                    |                     |
| 24 | 24 | The Devil in the Dark           | Джоузеф Певни               | Джийн Л. Куун            | 9 март 1967        | 9 март 1967        | Неизвестно          |
| Изпратен в миньорската колония на Янус VI, Ентърпрайз трябва да разследва слуховете за странно, подземно създание, отговорно за унищожаването на оборудването и смъртта на 50 миньори. Кърк и Спок откриват базирана на силиций форма на живот, Хорта, която живее в заобикалящата скала. След като Кърк и Спок намират странното създание, Спок извършва сливане на ума, откривайки причината зад нападенията на Хорта. |    |                                 |                             |                          |                    |                    |                     |
| 25 | 25 | Errand of Mercy                 | Джон Нюленд                 | Джийн Л. Куун            | 23 март 1967       | 23 март 1967       | Неизвестно          |
| Мирните преговори между Федерацията и войнствената Клингонска империя се провалихаят. На Ентърпрайз е наредено да защитава Органия, мирна планета, разположена близо до клингонската граница. Кърк и Спок се телепортират на повърхността, за да предупредят органианците за клингоните, но клингонска флота скоро пристига, принуждавайки Ентърпрайз да изостави дуото на планетата. Местните защитават Кърк и Спок, дори когато Кор, новият губернатор на Клингон, нарежда масови екзекуции на хората от Органия. Докато федерационните и клингонските флоти се събират над планетата, Кърк и Спок извършват дръзко нападение срещу централата на клингоните в опит да дестабилизират контрола им над планетата.                                                                                                 |    |                                 |                             |                          |                    |                    |                     |
| 26 | 26 | The Alternative Factor          | Герд Освалд                 | Дон Ингалс               | 30 март 1967       | 30 март 1967       | Неизвестно          |
| Докато обикаля около очевидно мъртва планета, Ентърпрайз преживява странен момент на „несъществуване“. Капитан Кърк открива мъж на име Лазар на планетата по-долу, който твърди, че ефектът е причинен от неговия "враг", по-късно разкрит, че е луда версия на Лазар от паралелна вселена. Разумната версия на Лазар иска помощта на Кърк, за да победи своя двойник. |    |                                 |                             |                          |                    |                    |                     |
| 27 | 27 | The City on the Edge of Forever | Джоузеф Певни               | Харлан Елисън            | 6 април 1967       | 6 април 1967       | Неизвестно          |
| След случайно предозиране с мощен стимулант, д-р Маккой става неуравновесен и изчезва през Пазителя на вечността, новооткрит времеви портал на отдалечена планета. Кърк и Спок го последват, след като научават, че Маккой по някакъв начин е променил историята, премахвайки всичко, което някога са знаели, включително Ентърпрайз. Пристигайки през 30-те години на миналия век, дуото среща Едит Кийлър, социална работничка от Ню Йорк, която им дава подслон. Докато дните минават, а Маккой не се вижда никъде, Кърк открива, че се влюбва в Кийлър, но Спок разбира, че Кийлър трябва да умре, за да се възстанови времевата линия. През 1997 г. TV Guide класира този епизод, спечелил наградата "Хюго", под номер 92 в списъка си със 100-те най-велики епизода. През 2009 г. се изкачва на 80-то място. |    |                                 |                             |                          |                    |                    |                     |
| 28 | 28 | Operation -- Annihilate!        | Хършъл Дохърти              | Стивън У. Карабатсос     | 13 април 1967      | 13 април 1967      | Неизвестно          |
| Ентърпрайз пристига в Денева - домът на брата на капитан Кърк, Сам и семейството му - и открива, че цялата планета е била заразена с големи извънземни, подобни на амеби, които са нападнали и убили голяма част от човешката популация. Едно от тези извънземни се привързва към Спок, който доброволно става обект на медицинските тестове на д-р Маккой. Маккой и Кърк намират лек навреме, за да спасят Спок и останалата част от населението на Денева. |    |                                 |                             |                          |                    |                    |                     |